# Réseau veineux dorsal du pied
 (novembre 2023).
Le réseau veineux dorsal du pied est formé par l'ensemble des veines superficielles du membre inférieur qui se situent sur le dos du pied.
Il est drainé par les veines marginales médiale et latérale du pied qui le relient aux veines petite et grande saphène.